# Национальный стадион АНЗ
Национальный стадион АНЗ (англ. ANZ National Stadium) — многофункциональный стадион, расположенный в столице Фиджи — Суве. Вмещает 19 тысяч зрителей, и является крупнейшим по вместимости стадионом Фиджи и всей Океании (если не считать стадионов Австралии и Новой Зеландии). На стадионе в основном проводятся матчи по футболу и регби. Является домашней ареной для национальной сборной Фиджи по футболу, национальной сборной Фиджи по регби, а также для ряда футбольных (в том числе клуб «Сува») и регбийных клубов.
Стадион был построен в 1948-1951 годах, открыт в 1951 году. Земельный участок для строительства стадиона был предоставлен Уильямом Бакхёрстом, и изначально стадион назывался его именем. Реконструировался дважды, в 1978-1979 (по случаю проведения Южнотихоокеанских игр 1979) и 2012-2013 годах (была осуществлена за счёт средств крупнейшего банка Фиджи — ANZ Fiji. Вокруг стадиона также расположены несколько спортивных сооружений и полей. На стадионе АНЗ также проводились некоторые виды соревнований Южнотихоокеанских игр 2003.